# Catocala modesta
Catocala modesta är en fjärilsart som beskrevs av Charles Oberthür. Catocala modesta ingår i släktet Catocala och familjen nattflyn. Inga underarter finns listade i Catalogue of Life.